# A-Team academy
株式会社エーチームアカデミー（英文社名；A-Team academy Inc.）は、神奈川県川崎市高津区に本校を置く日本の芸能スクール。

## 沿革
- 2005年4月、横浜本校が開校
- 2006年1月14日、渋谷校が開校
- 2006年4月15日、世田谷校が開校
- 2011年7月1日、横浜本校、渋谷校、世田谷校、藤が丘校を閉鎖し、神奈川県川崎市神高津区に本校移転・統合[1]。

## 概要
演技、発声、歌、ダンス、ウォーキングやポージングなどエンタメ業界に必要な技術や心得を習得することができる芸能スクール。
エーチームグループのいずれかに所属している者は推薦で入学可能。他の事務所所属者及び一般からの入学も可能。
エーチームグループは
Twitterやinstagram等のSNSで広くオーディション参加者を時期や季節問わず行っている。最終オーディションで合格した者が事務所契約となる。より良いマネジメントをするために必要なスキル等を学ぶ必要がある所属者が、推薦によりエーチームアカデミーの入学を検討する。
入学説明は、各コースの概要、カリキュラム、入学諸費用・月謝等の内容を書面にて説明し、入学を決定する。
レッスンでの評価、そのスキルアップ等の情報を各事務所へフィードバックして、事務所はフィードバック内容も活用してマネジメントを進めており、レッスン受講生の中から映画・ドラマ・舞台・2.5次元舞台・音楽活動等で多数の活躍者を輩出している。
レッスンについては、グループレッスンを主体として各コースに合わせたスキルアップを行うとともに、エンタメ業界におけるマナー、礼節等も指導している。
アカデミー在籍者は、アカデミーと繋がりのある監督や関係者が参加している企画（映画やドラマその他映像作品）の特別オーディション参加又はにエキストラとして撮影に参加できる機会が多数ある。
コース紹介
- 俳優コース
- 歌手コース
- タレントコース
- モデルコース
- キッズコース

## 関連会社
- エーチーム
- エーライツ